# Cuiabá
Cuiabá (phát âm tiếng Bồ Đào Nha: [kujaˈba]) là một thành phố Brasil. Thành phố Cuiabá nằm ở chính giữa Nam Mỹ và ở trong một khu vực đô thị cùng thị xã láng giếng Várzea Grande. Thành phố này thuộc bang Mato Grosso. Dân số theo điều tra năm 2010 của Viện Địa lý và Thống kê Brasil là 550.562 người. Đây là thành phố đông dân thứ 34 của Brasil.
Sân bay quốc tế Marechal Rondon mới kết nối Cuiabá với các thành phố Brasil và các điểm đến quốc tế khác.
Thành phố có Đại học Liên bang Mato Grosso.